# 北海道道621号足寄原野上利別停車場線

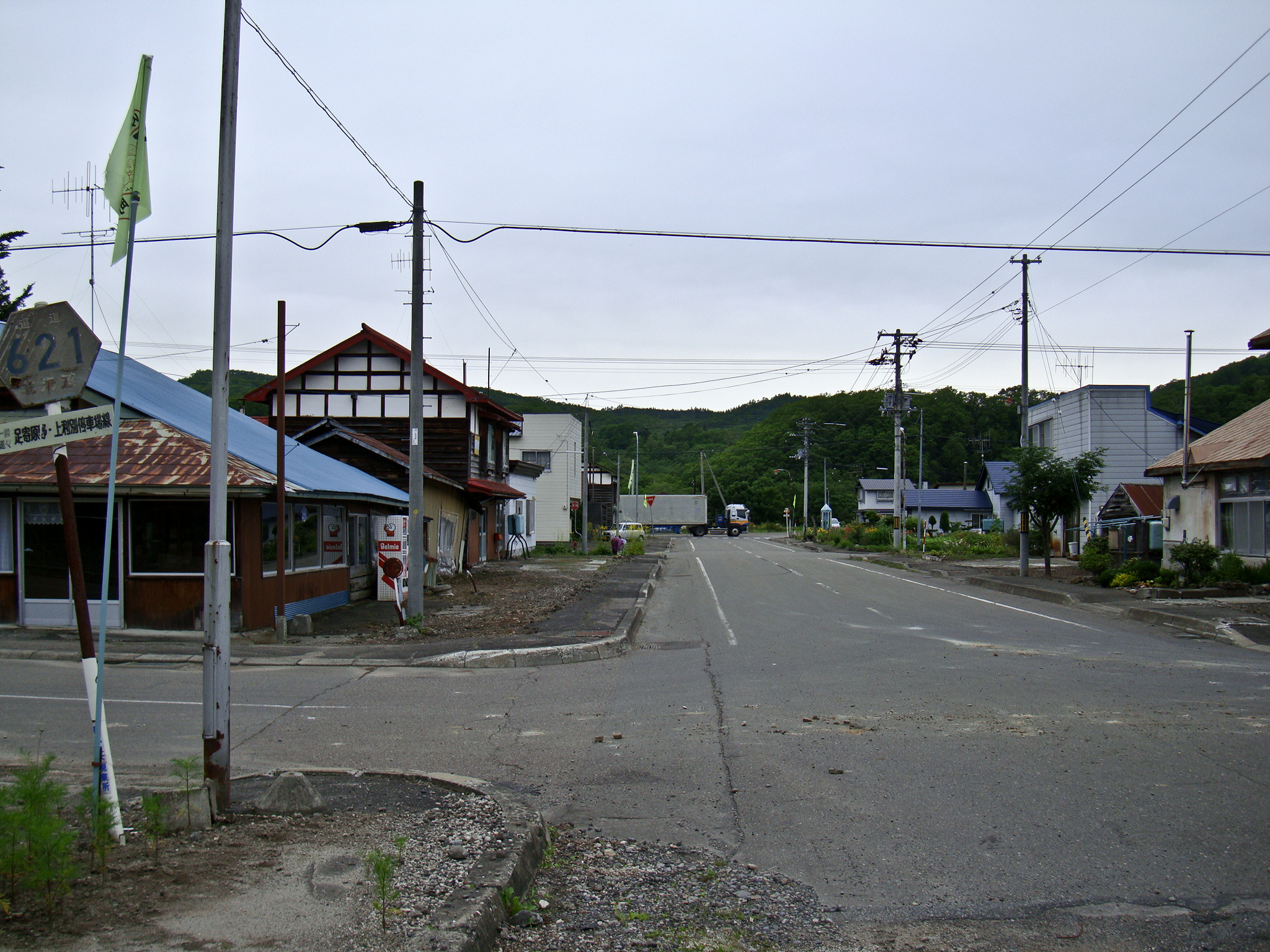
終点より国道242号分岐間

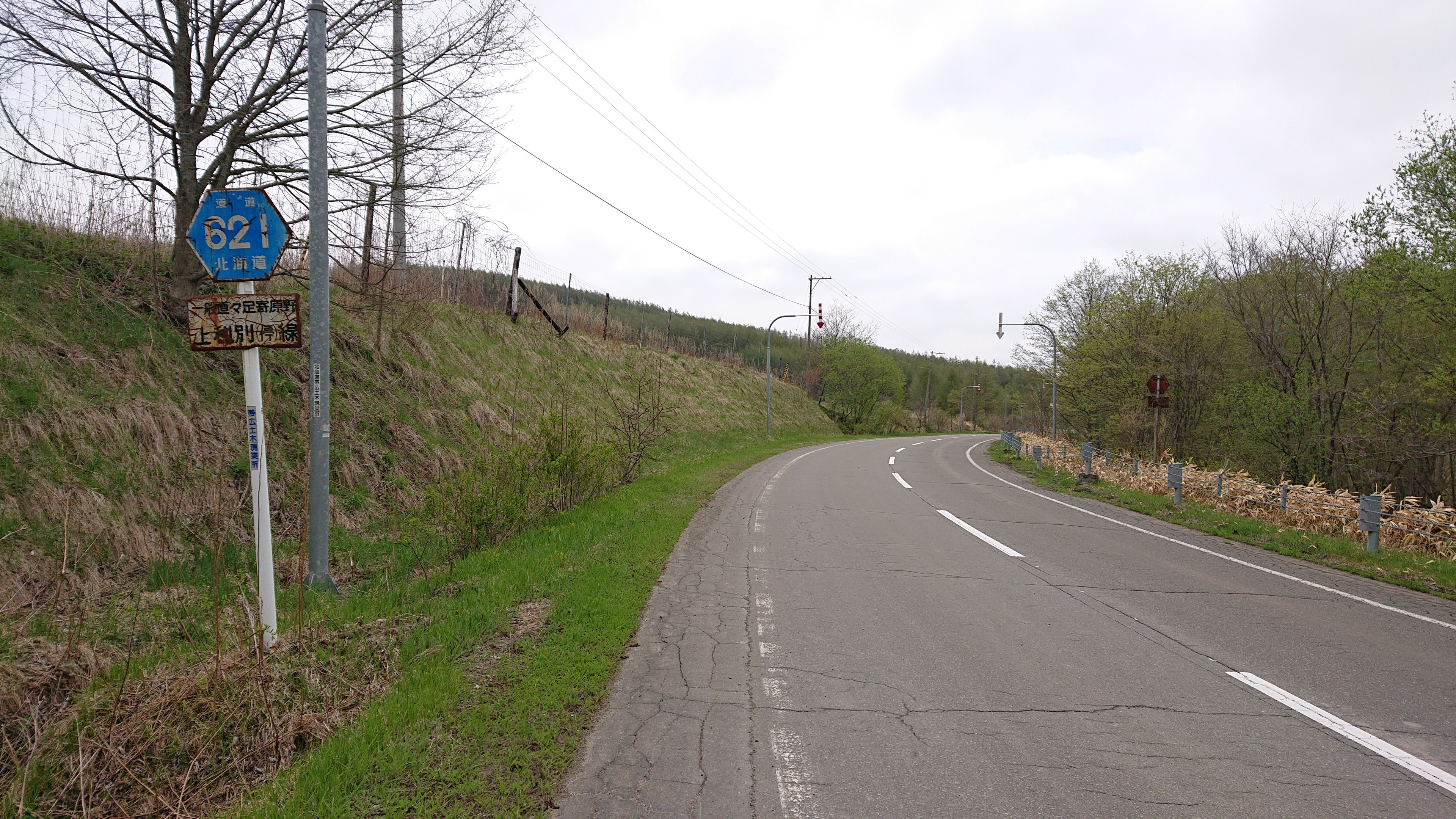
北海道道621号足寄原野上利別停車場線

北海道道621号足寄原野上利別停車場線（ほっかいどうどう621ごう あしょろげんやかみとしべつていしゃじょうせん）は、北海道足寄郡足寄町を結ぶ一般道道である。

## 概要

### 路線データ
- 起点：北海道足寄郡足寄町螺湾（国道241号交点）
- 終点：北海道足寄郡足寄町上利別本町（旧北海道ちほく高原鉄道 上利別駅跡）
- 総距離：11.3 km（内、重複区間0.9 km）

## 歴史
- 1968年（昭和43年）3月30日 - 路線認定[1]。

## 路線状況

### 重複区間
陸別町
- 上利別本町 - 上利別本町（国道242号）

## 地理

### 通過する自治体
- 十勝総合振興局
  - 足寄郡足寄町

### 主な接続道路
足寄町
- 国道241号 - 螺湾（起点）
- 国道242号 - 上利別本町